# Eve Champagne

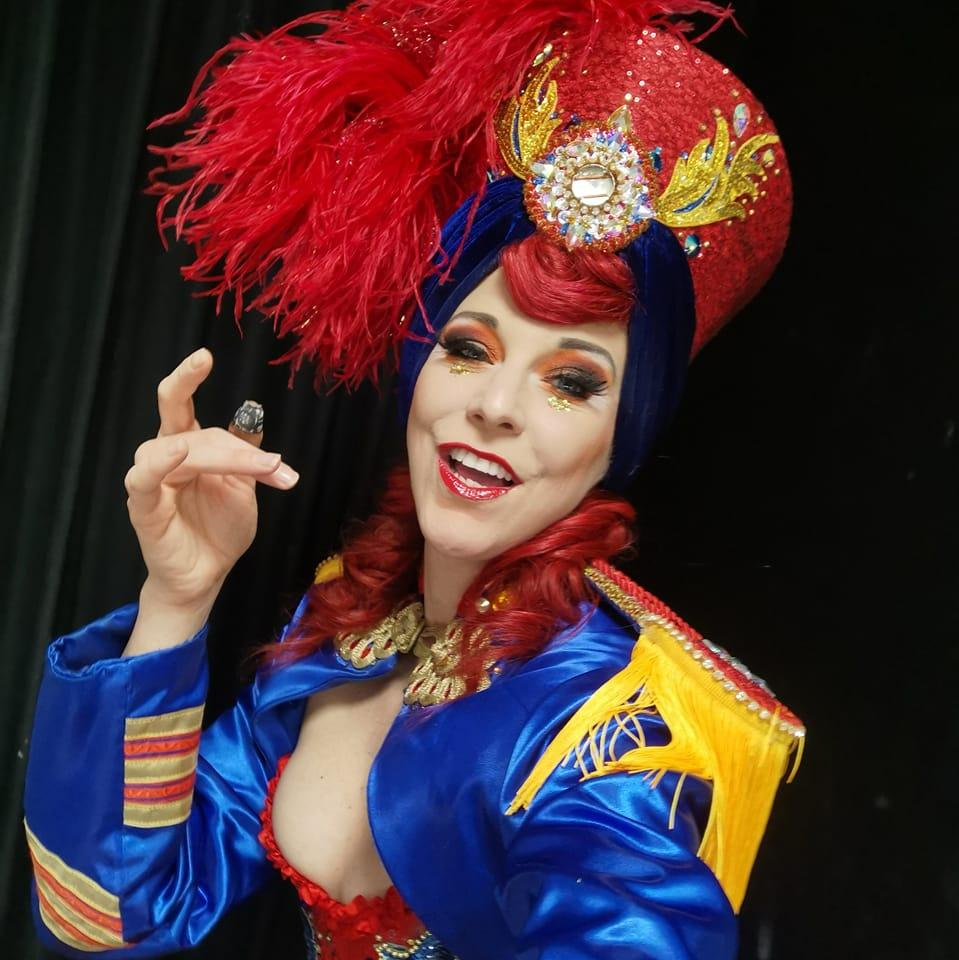
Eve Champagne bei einem Auftritt

Eve Champagne (* 13. Dezember 1984 in Bremen, bürgerlich Evelyn Szepa) ist eine Hamburger Burlesque-Künstlerin und Mitbegründerin der deutschen Burlesque-Szene. Sie war bis Dezember 2021 Tänzerin bei und künstlerische Leitung von "The Bunny Burlesque St. Pauli". Seit Januar 2022 ist sie Produzentin der Pulverlesque im Pulverfass Cabaret.

## Leben
Eve Champagne wurde in Bremen geboren. Sie machte eine Ausbildung als Hotelfachfrau. Ihren ersten Auftritt hatte sie 2007.
Sie absolvierte Halbmarathons, geht Bouldern und bestieg den marokkanischen Berg Jbel Toubkal. Während der COVID-19-Pandemie arbeitete sie als Impfhelferin. Sie engagiert sich ehrenamtlich für Obdachlose u. a. im Rahmen von Hanseatic Help.

## Tänzerin und Entertainerin
Eve Champagne arbeitet vorwiegend als Tänzerin und Entertainerin. Ihre erste Show zeigte sie auch in Rimini und weitere Performances in London und Italien. Nach ihrer Tätigkeit als künstlerische Leitung von "The Bunny Burlesque St. Pauli", einer Show im Club der Dragqueen Olivia Jones auf der Großen Freiheit, ist Eve Champagne  regelmäßig im Pulverfass Cabaret zu sehen. Ihre Shows sind bekannt für ihre aufwändige Choreografie, die aufwändigen Kostüme und den humorvollen Charakter.
Daneben ist sie Gastgeberin verschiedener Veranstaltungen und Shows. Sie tritt regelmäßig an unterschiedlichen Veranstaltungsorten in Hamburg auf und ist eine feste Größe in der lokalen Kulturszene.
Sie bietet Führungen durch den Hamburger Stadtteil St. Pauli an. Diese Touren sind eine Mischung aus Unterhaltung und historischem Stadtrundgang durch das Hamburger Rotlichtviertel. Sie bestehen aus Besuchen von Sexshops und anderen Etablissements der Reeperbahn.

## TV-Shows
Eve Champagne war in mehreren Fernsehshows zu Gast: 2014 war sie Kandidatin in der RTL-Zwei-Fernsehsendung Frauentausch. 2015 in der Pro Sieben Sendung Crash Games. 2016 trat sie bei der RTL-Gameshow Ninja Warrior Germany auf und 2021 war sie gemeinsam mit Max Pölzl bei Das Quiz mit Jörg Pilawa.